# あの町この町評判家族
『あの町この町評判家族』（あのまちこのまちひょうばんかぞく）は、1975年4月5日から同年9月27日まで日本テレビ系列局で放送されていた読売テレビ製作のバラエティ番組である。放送時間は毎週土曜 19:00 - 19:30 （日本標準時）。

## 概要
日本各地の変わった家族や面白いと評判の家族が登場し、各々の日常生活を語ったり特技を披露したりしていた。同じく加美乃素の一社提供で放送されていた前番組『おや!おや?親子』が親子をテーマにしていたのに対し、この番組は家族をテーマにしていた。司会は、『おや!おや?親子』から引き続き横山やすし・西川きよしが務めていた。

## 参考資料
- 読売新聞縮刷版[どれ?]